# Models de grafs aleatoris exponencials
Els Models de grafs aleatoris de família exponencial (ERGMs, per les seues sigles en anglès) són un conjunt de models estadístics utilitzats per estudiar l'estructura i els patrons dins de xarxes, com les socials. Analitzen com es formen les connexions (arestes) entre individus o entitats (nodes) mitjançant la modelització de la probabilitat de certes característiques de la xarxa, com la reciprocitat, la transitivitat o la centralitat, en exemples tan diversos com les xarxes de compartició de coneixement, xarxes organitzatives, xarxes de col·legues, xarxes en línia, xarxes de col·laboració científica i d'altres. Com a part de la família exponencial de distribucions, els ERGMs ajuden a entendre i predir el comportament de xarxes en camps que van de la sociologia a la ciència de dades.

## Context
Existeixen molts indicadors per descriure les característiques estructurals d'una xarxa observada, com ara la densitat, la centralitat o l'assortativitat. Tanmateix, aquestes mètriques descriuen només la xarxa observada, que és una instància entre moltes xarxes possibles. Aquest conjunt d'alternatives pot compartir o no característiques estructurals similars. Per poder fer inferència estadística sobre els processos que influeixen en la formació de l'estructura de la xarxa, cal que un model estadístic consideri totes les possibles xarxes alternatives, i que mesure  la seua similitud amb la xarxa observada. Atès que les dades de xarxa són inherentment relacionals, violen les suposicions d'independència i distribució idèntica de models estadístics com la regressió lineal. Calen models que reflectisquen la incertesa associada a una observació concreta, permeten la inferència sobre la freqüència relativa de subestructures d'interès teòric, desambigüen els processos concomitants, representen estructures complexes de forma eficient i vinculen processos locals amb propietats globals. La randomització preservant el grau, per exemple, és una manera específica de considerar una xarxa observada en termes de múltiples xarxes alternatives.